# 黄慕松
黄慕松（1884年—1937年3月20日）别名承恩，广東省嘉应州人，清末民初军事将领、政治家。

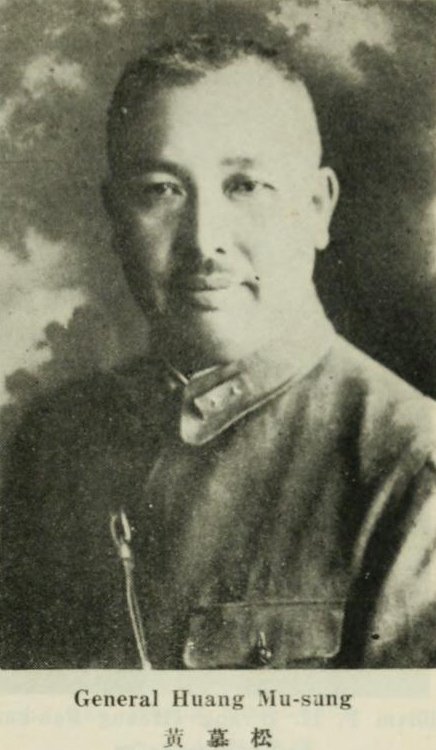

## 生平

### 民初的活動
黄慕松早年先后入汕頭嶺東同文学堂、广東武備学堂第1期。毕业後赴日本留学，入陸軍士官学校第6期工兵科。归国後，历任广東黄埔陸軍小学教官、監督。
1911年（宣統3年）辛亥革命爆发，黄慕松任革命派方面的民軍参謀長。1912年（民国元年）3月，任中华民国臨時大总統府軍諮府（後来的参謀本部）第5局局長兼北伐軍大本营兵站局副局長。1914年1月，任国防考察委員，赴蒙古及新疆視察。回到北京后，任参谋本部陸地測量总局局長，此后再度留学日本，入陸軍大学校。
第一次世界大战结束後，黄慕松被任命为軍事研究專員，赴欧洲考察軍事視察。归国後，任中俄界務公署参議兼中俄会議專門委員。此外，他还兼任交通部路线审查会主任。1925年（民国14年）5月，任軍務善後委員会委員。
此後，他转向南方政府方面，1927年（民国16年）任国民革命軍第3師師長。北伐胜利後，任国民革命軍总司令部軍官团副团長。1929年（民国18年）8月，任国民政府軍事委員会参謀本部陆地測量总局局長。1930年，任陸軍大学代理校長。1931年春，南京国民政府在南京大石桥的国民政府軍事委員会参謀本部陆地測量总局驻地设立中央陆地测量学校（校址后为地质部南京地质学校），国民政府軍事委員会参謀本部陆上測量总局局长黄慕松兼校长。他作为中国代表数次出席航空及測量方面的国際会議。

### 参与新疆、西藏事務
1931年（民国20年）11月，他当选中国国民党第4届候補中央執行委員。1931年12月，任中央海外党務委員会委員、新疆省党部指導委員。他还兼任参謀本部次長、1932年11月开始兼参谋本部边务组组长。1932年（民国21年），他出席了在日内瓦召开的裁军会议。9月，任参謀本部第1厅厅長。
1933年（民国22年）4月，任新疆宣慰使，6月到达迪化。当时，前新疆省政府主席金樹仁被政变推翻，政局混乱。黄慕松秉承国民政府之意，令代理主席的副主席兼教育厅厅長劉文龙正式继任主席。黄慕松回到南京后，新疆省的实力派盛世才发动兵变，拘押劉文龙，掌握了实权。後来国民政府追认了盛世才的地位。
1933年9月黄慕松任陸軍大学校長。1933年12月，十三世达赖喇嘛圆寂。1934年（民国23年）1月，黄慕松被任命为致祭達頼专使。1934年8月赴西藏拉萨布达拉宫致祭，并追封十三世达赖喇嘛「护国弘法普慈圆觉大师」。1935年（民国24年）2月经印度归国。
1935年3月，被任命为蒙藏委員会委員長。4月，获授陸軍中将位。1935年11月，当选中国国民党第5届中央執行委員兼中央海外党務委員会委員。两广事变后，1936年7月，任广東省政府主席。
1937年（民国26年）3月20日，黄慕松因膽囊炎病逝于广州。享年54岁。1937年4月，获追赠陸軍上将衔。